# Aonides oxycephala
Aonides oxycephala är en ringmaskart som först beskrevs av Sars 1862.  Aonides oxycephala ingår i släktet Aonides och familjen Spionidae. Arten är reproducerande i Sverige. Utöver nominatformen finns också underarten A. o. oligobranchia.